# Parque nacional de Polesia
Parque Nacional de Polesia (en polaco: Poleski Park Narodowy) es un parque nacional ubicado en el voivodato de Lublin, al este de Polonia, en la histórica región polaca de Polesia. Fue creado en 1990 sobre una superficie de 48.13 km², se asienta sobre antiguos pantanos de turba: Durne Bagno, Jezioro Moszne, Jezioro Długie, Torfowisko Orłowskie. En 1994 su tamaño aumentó con la suma de Bagno Bubnów, un territorio pantanoso adyacente al Parque. En la actualidad, el parque tiene un cubrimiento de 97.62 km² de superficie, de la cual los bosques opupan 47.8 km² y las superficies de agua y baldíos 20.9 km². El área total se calcula en 137.03 km².

## Historia
La idea de crear un parque nacional en la parte de la Polesia polaca tuvo su primera aparición en 1959. Desde entonces, en años sucesivos se fueron implantando medidas de protección para la zona, y en 1982 el gobierno decretó la creación del Poleski Park Krajobrazowy (Paisaje protegido de Polesia). Sin embargo, y a pesar de que las infraestructuras de Polesia está bien desarrolladas, es rara la visita de turistas. En la localidad de Załucze Stare existe un centro cultural y un museo.
El parque nacional, así como las zonas vecinas del oeste de Polesia, fueron incluidas en la categoría de Reserva de la biosfera, por la UNESCO en 2002. Se encuentra adyacente a una reserva similar en el lado ucraniano de la frontera. El Parque también está protegido bajo el Convenio de Ramsar como un humedal de importancia.

## Geografía
El Parque se encuentra en la zona de lagos de Łęczna-Włodawa (Pojezierze Łęczyńsko-Włodawskie). En el sur es fronterizo a la Meseta de Lublin, en el norte con la región de Podlaquia, y en el oeste con la región de Mazovia. Parte de sus bosques pueden ser considerados como tundra, los cuales son únicos en Europa continental y característicos de la Siberia de Rusia. El terreno del Parque es llano, con numerosos lagos y turberas.

## Ecología
De las especies vegetales, la mayor parte de ellas la flora la constituyen plantas boreales, típicas de otras partes del norte de Europa, pero también se pueden encontrar especies propias del clima atlántico europeo. La zona de Bagno Bubnów es especialmente rica en variedad de especies vegetales. La vida animal también es abundante, incluyendo 21 especies de peces, 12 de anfibios, 6 de reptiles y más de 150 de aves (incluyendo algunas águilas en peligro de extinción). De las 35 especies de mamíferos, se pueden destacar las siguientes: Lutrinaes, alces, castores y murciélagos.
Los ecosistemas de pantanos y turberas, que dominan el paisaje del Parque, son considereados muy delicados y pueden ser fácilmente influidos por factores externos. Hace algunos años, desafortunadamente, el parque se vio afectado por drenajes que se llevaron a cabo en los pantanos. No obstante, la amenaza más importante para la vida del parque deriva del hecho de la proximidad de la cuenca carbonífera de Lubrín, la cual se encuentra a solo 2 kilómetros de la zona de protección del parque.

## Galería

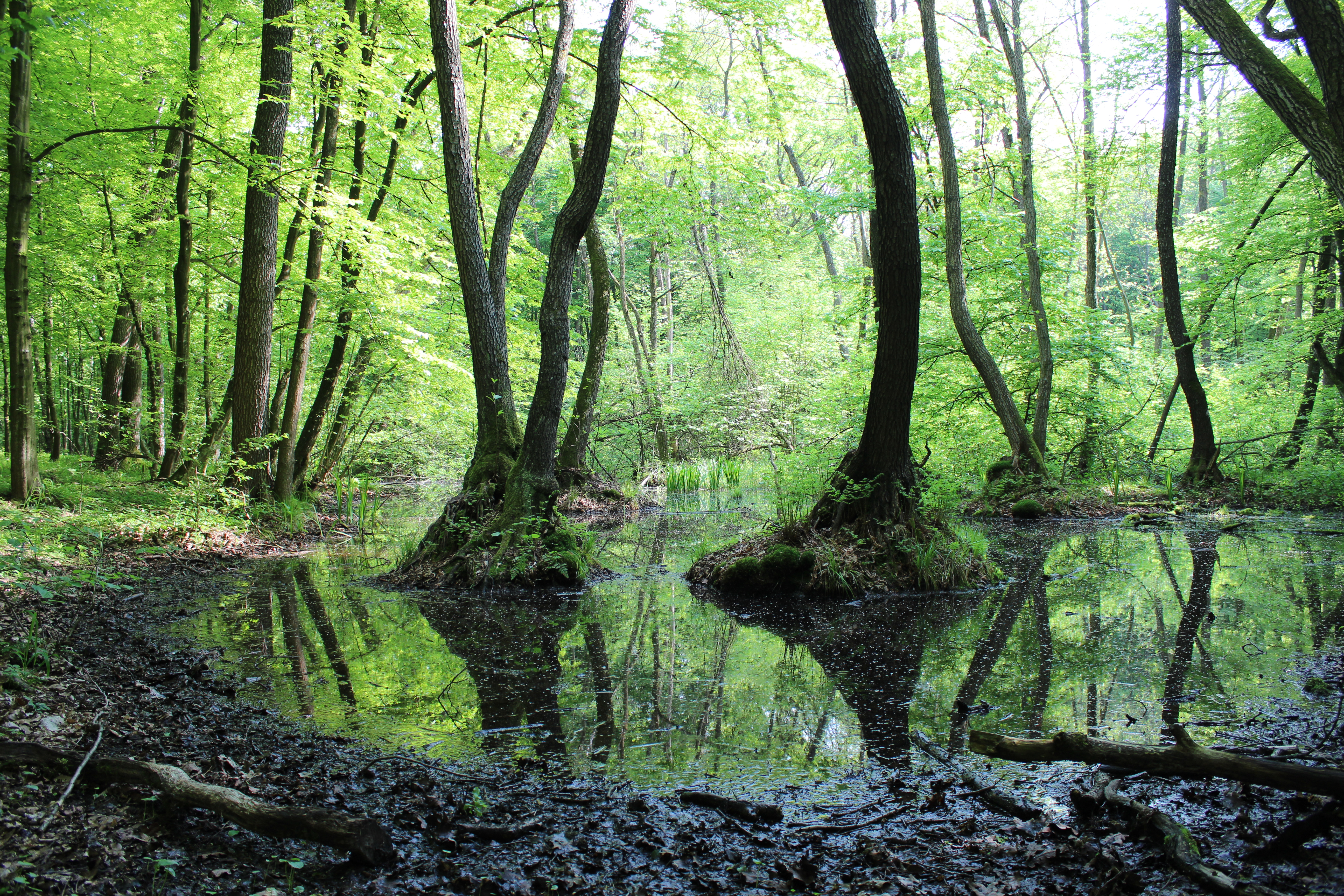
Sendero natural "Dąb Dominik"
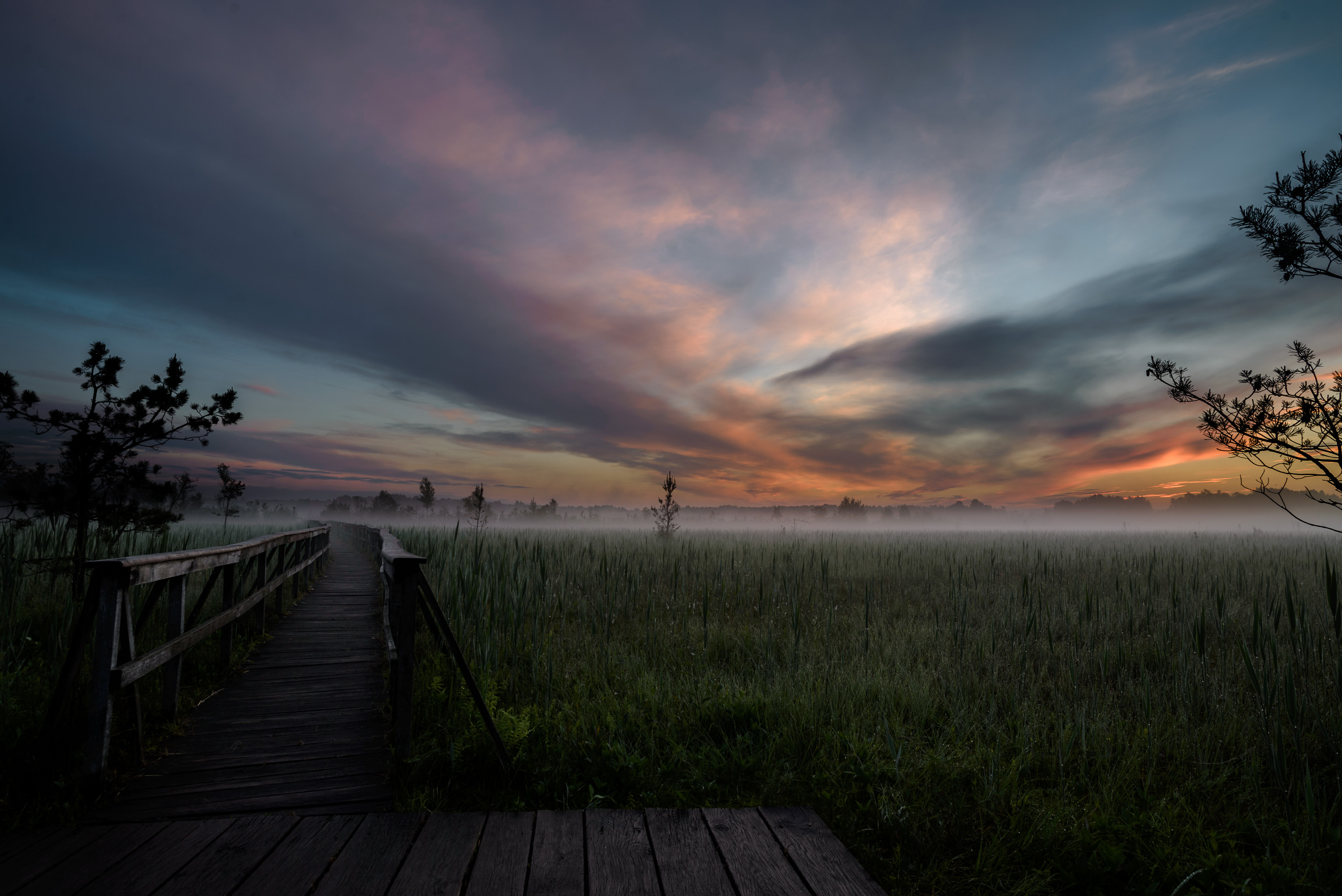
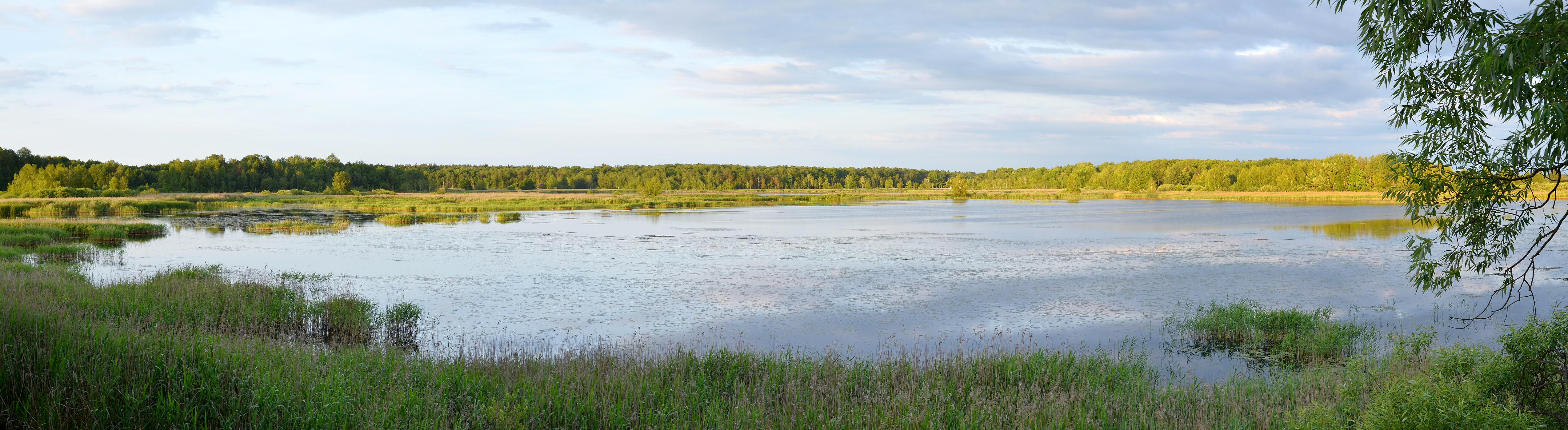